# Timotheus (Bischof)

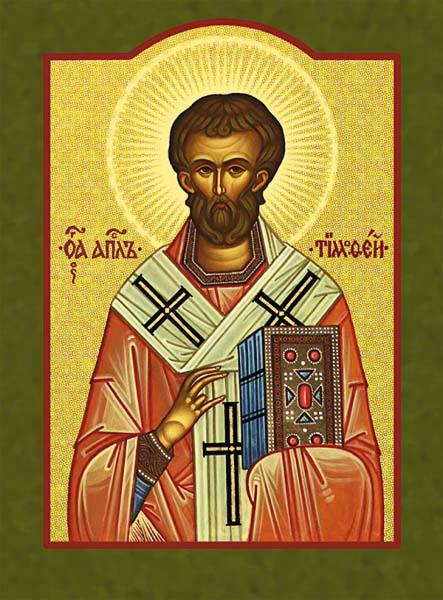
Ikone von Timotheus

Timotheus (altgriechisch Τιμόθεος Timótheos; * in Lystra bei Konya in der heutigen Türkei; † um 97 in Ephesus) war ein Mitarbeiter des Apostels Paulus. Die spätere Überlieferung sah in ihm den ersten Bischof der im Ur- und Frühchristentum sehr bedeutenden Großstadt Ephesos.

## Leben
Timotheus war der Sohn eines Griechen (Apg 16,1 ) und der zum christlichen Glauben gekommenen Jüdin Eunike und ein Enkel der Lois (2 Tim 1,5 ). Laut Berichten der Apostelgeschichte und den Paulusbriefen begleitete er Paulus auf dessen Missionsreisen, nachdem dieser ihn in seiner Heimatstadt entdeckt und mitgenommen hatte. Die Apostelgeschichte berichtet überdies, dass Paulus den Timotheus nach jüdischer Sitte rituell beschnitten hat (Apg 16,3 ).
Nach späterer Überlieferung wurde Timotheus erster Bischof von Ephesus und fand dort den Märtyrertod.
Der Name bedeutet so viel wie „fürchte Gott“ oder „ehre Gott“ (griechisch).

## Gedenktage
- Katholisch: 26. Januar (Gebotener Gedenktag im Allgemeinen Römischen Kalender, gemeinsam mit Titus). Die Bauernregel für diesen Tag lautet: Timotheus bricht das Eis – hat er keins, so macht er eins.
  - in Bayeux: Übertragung der Gebeine am 9. Mai
- Evangelisch: 
  - Evangelische Kirche in Deutschland: 26. Januar (Gedenktag im Evangelischen Namenkalender)[2]
  - Evangelisch-Lutherische Kirche in Amerika: 26. Januar[3]
  - Lutherische Kirche – Missouri-Synode: 24. Januar[4]
- Anglikanisch: 26. Januar[5]
- Orthodox: 22. Januar[6]
  - 4. Januar: Synaxis der 70 Apostel

Timotheus ist der Schutzpatron der Magenleidenden, angelehnt an 1 Tim 5,23 .

## Ikonografie

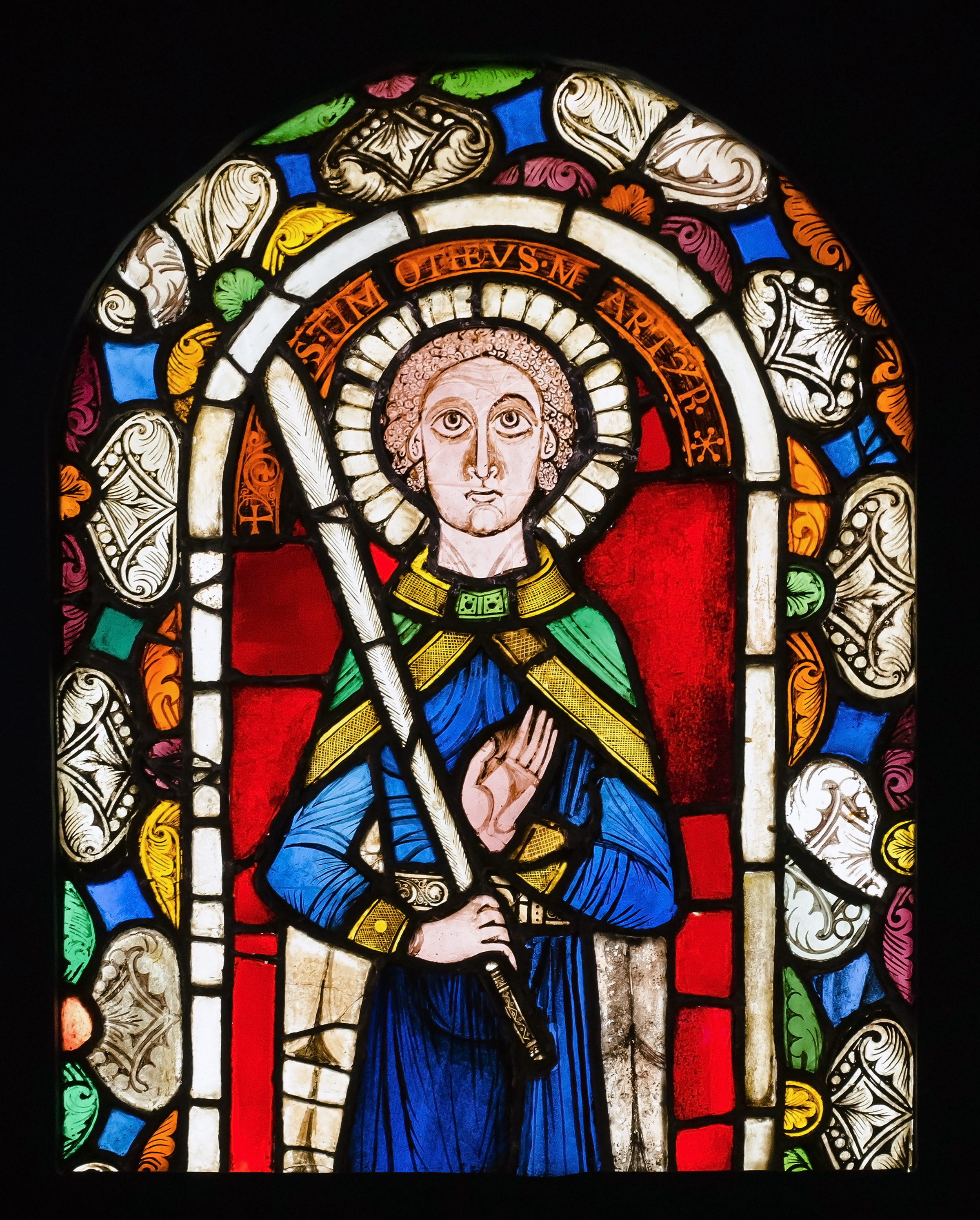
Bleiglasfenster von Timotheus im Musée National du Moyen Âge in Paris

Timotheus wird oft mit Keule und Stein dargestellt.